# Parsek

Schematické vysvětlení jednotky parsek

Parsek, také parsec (značka jednotky pc) je jednotka vzdálenosti, používaná hlavně v odborné literatuře v astronomii. Jeden parsek je vzdálenost, z níž má 1 astronomická jednotka (1 au) úhlový rozměr jedné vteřiny, tedy 1 pc = 1 au / tg 1″ ≈ 206 265 au ≈ 3,262 ly ≈ 3,086×1016 m.

## Výpočet vzdálenosti z paralaxy
Vzdálenost d, vyjádřená v parsecích, je převrácenou hodnotou poloviny půlroční paralaxy p, vyjádřené v obloukových vteřinách:
d = 2/p, pro čas půl roku při kolmém pohledu (2 au), při uplatnění pravidla pro malé úhly: a = tg a.
Jednotka se však uvažuje okamžitě, bez nutnosti čekání při praktickém měření, protože pak už by se uplatnila i sekulární paralaxa, tedy pohyb soustav uvnitř galaxie.

## Velké vzdálenosti
V praxi se pro vyjadřování větších vzdáleností běžně používají násobky této jednotky, a to
- kiloparsek (značka kpc, 1 kpc = 103 pc),
- megaparsek (značka Mpc, 1 Mpc = 106 pc), který je nejběžnější délkovou jednotkou v extragalaktické astronomii.
- gigaparsek (značka Gpc, 1Gpc = 109 pc)

### Některé přibližné vzdálenosti v Mpc
| Vzdálenost Sluneční soustavy od středu Mléčné dráhy | 0,008 Mpc  |
| Průměr Mléčné dráhy                                 | 0,028 Mpc  |
| Vzdálenost Země od galaxie v Andromedě (M31)        | 0,779 Mpc  |
| Viditelný vesmír napříč                             | 28 000 Mpc |

## Historická poznámka
První stanovení vzdáleností hvězd na základě měření jejich roční paralaxy (hvězda 61 Cyg v souhvězdí Labutě) uskutečnil v roce 1838 německý astronom Friedrich Wilhelm Bessel. Návrh pojmenovat tuto jednotku, v té době již běžně používanou jako jednotka vzdálenosti v astronomii astron, publikoval v odborné literatuře Frank Watson Dyson v roce 1913. Jiný astronom, Carl Charlier, navrhl název siriometer, ale nakonec se ujal návrh parsec, který podal Herbert Hall Turner.

## Etymologie
Název této jednotky vznikl spojením prvních slabik ze slov paralaxa a sekunda, respektive v angličtině z parallax a second.